# Sheila Black Devotion
Sheila Black Devotion, aussi appelé Sheila B. Devotion, Sheila & B. Devotion ou S.B. Devotion, est un groupe français de disco, actif entre 1977 et 1980. Il est composé de la chanteuse française Sheila et d'un groupe de trois chanteurs et danseurs afro-américains Dany Mac Farlane, Freddy Stracham et Arthur Wilkins.
Le groupe connaît pendant ses années d'activité la popularité en Europe et, dans une moindre mesure, aux États-Unis, dans les discothèques. Le groupe sort trois albums : Singin’ in the rain (1977), Disque d’or (1979) et King of the world (1980). Le quatuor se sépare cette même année, date à laquelle Sheila se consacre à nouveau à sa carrière solo.

## Histoire

### Origines
Avant la formation du groupe, Sheila (née Annie Chancel le 16 août 1945 à Créteil ,dans le Val-de-Marne) a connu de nombreux succès en France au cours des années 1960 et 1970. Parmi ses succès, citons L'École est finie (1963), Vous les copains (la reprise française de Do Wah Diddy Diddy de Manfred Mann en 1964), Petite Fille de français moyens (1968) et Les Rois mages (la reprise de Tweedle Dee Tweedle Dum interprétée à l'origine par Middle of the Road en 1971). L'artiste yéyé est d'abord présentée comme une girl next door. En 1977, elle change complètement son image publique en créant Sheila & B Devotion. Elle tente alors de transmettre un style plus mature dans sa musique. Trois choristes/danseurs américains (Dany Mac Farlane, Freddy Stracham et Arthur Wilkins), connus sous le nom de B. Devotion, sont engagés pour l'accompagner,,. Elle modernise son répertoire yéyé en interprétant des morceaux de disco chantés en anglais. 

### Débuts et succès
Sheila ayant connu un grand succès en tant que chanteuse de yéyé, le label discographique Carrère ne veut pas choquer le public de Sheila et sort  Love Me Baby anonymement en mai 1977 en France. Les premiers pressages du disque mentionnent le nom obscur de S.B Devotion. Lorsque la chanson devient un succès à la radio et dans les clubs en France, l'identité du groupe est rapidement révélée et la chanson est attribuée au quatuor sous le nom de Sheila B. Devotion. Elle est également promue aux États-Unis sous le nom de Sheila and B. Devotion. Love Me Baby devient un tube du Top 10 en Europe, avec un grand succès dans les classements, en particulier dans les classements allemands, où elle atteint la 9e place, et dans les classements italiens, où elle atteint la 3e place. Elle est également un succès aux Pays-Bas, où elle atteint la 24e place du Top 40 néerlandais.
Le single suivant est une version disco de Singin' in the Rain et a plus de succès. Au début de l'année 1978, la licence est accordée à Casablanca Records pour être commercialisée aux États-Unis, où elle devient un succès dans les discothèques.
Le nom du groupe est modifié sur certains marchés pour devenir Sheila & B. Devotion, tandis que sur d'autres, le nom Sheila B. Devotion est maintenu. En fait, le marché américain connaissait le groupe sous le nom de Sheila & B. Devotion, tandis que le Canada, l'Australie, le Royaume-Uni, l'Irlande et les marchés européens s'en tenaient au nom de Sheila B. Devotion. En 1979, le nom est officiellement changé en Sheila & B. Devotion sur tous les marchés internationaux. Entre-temps, l'album Love Me Baby (comprenant les deux tubes susmentionnés) sort. Le groupe fait la promotion de ses disques dans les principales émissions de télévision européennes (Musikladen, Disco et Top of the Pops).
Sheila & B. Devotion place d'autres chansons dans les charts, notamment I Don't Need a Doctor, Hôtel de la plage, You Light My Fire et Seven Lonely Days.

### Collaboration avec Chic
En 1979, Sheila collabore avec Nile Rodgers et Bernard Edwards de Chic sur l'album King of the World. Le single "Spacer" obtient un succès mondial et atteint la 18ème place des charts anglais. La chanson est samplée par le groupe suédois Alcazar dans la chanson Crying at the Discoteque en 2000, une version qui a gagné en popularité et qui a été reprise par la chanteuse britannique Sophie Ellis-Bextor en 2020.

### Séparation
Peu après la sortie du single King of the World, Sheila & B. Devotion se séparent. En raison du contrecoup du disco, Sheila choisit un style pop rock et enregistre en 1981 un album, Little Darlin', produit par Keith Olsen. C'est son dernier projet international. 

## Discographie

### Albums studio
- 1977 : Singin' in the Rain
- 1980 : King of the World

### Compilations
- 1979 : Disque d'or - Sheila & B.Devotion
- 2007 : The Disco Singles (compilation en CD)
- 2018 : Dimitri from Paris presents... Le Chic Remix contient un remix de Your Love Is Good

### Singles
- 1977 : Love Me Baby
- 1977 : Singin' in the Rain
- 1978 : I Don't Need a Doctor
- 1978 : Hôtel de la plage
- 1978 : You Light My Fire
- 1979 : Seven Lonely Days (en)
- 1979 : No, No, No, No
- 1979 : Spacer
- 1980 : King of the World
- 1980 : Your Love Is Good